# 小串周三
小串 周三（おぐし しゅうぞう）は、日本の男性写真家、アートディレクター。Albert 代表(アルベール、法人名:株式会社セル・カンパニー、大阪府大阪市)。

## 略歴
1977年、日本・大阪にスタジオ設立、プロ活動を開始。1982年に渡米、アカデミー・アートカレッジ（SF）アメリカ写真教育を学ぶ。1983年11月、ロサンジェルス・ブランチ開設。環境保護団体ナショナル・トラスト、市川團十郎、篠田正浩監督など各界著名人の取材撮影を経る。1998年にシンガポールにて写真集『SHUZO OGUSHI』を出版、米国NYなどで写真展を開催。
TIME誌では第84代内閣総理大臣小渕恵三を撮影した「冷めたピザ」の写真が表紙に掲載され、流行語ともなる。ポケモン生みの親である田尻智の撮影や、魂のピアニストと異名を持つフジコ・ヘミング、三枝成章等、各界著名人に羽を着け撮影するなどユニークな表現も用いる。2014年に露サンクトペテルブルク、2019年には南米ブエノスアイレスへ海外ロケ撮影を行うなど精力的に活動している。